# Marcelo Trobbiani
Marcelo Antonio Trobbiani (Casilda, 17 februari 1955) is een Argentijnse trainer en voormalig voetballer.
Als aanvallende middenvelder was hij begin jaren zeventig een van de grote beloftes van Boca Juniors. In 1973 werd hij door Omar Sívori al opgeroepen om voor het nationale elftal te spelen en werd op hoogtestage gestuurd om zich zo te kunnen aanpassen voor de wedstrijd tegen Bolivia, die gewonnen werd. In 1976 verkocht Boca de speler aan het Spaanse Elche. Na vier jaar bij Elche en een jaar Zaragoza keerde hij terug naar Boca, waar nu ook Diego Maradona speelde. De fans zagen dat de speler gegroeid was intussen. Het team won dan ook de Metropolitano van 1981. In 1982 ging bij het Estudiantes van Carlos Bilardo spelen in het middenveld aan de zijde van Miguel Ángel Russo, José Daniel Ponce en Alejandro Sabella. Het team won twee opeenvolgende titels.
Bilardo riep hem in 1986 ook op voor het WK in Mexico, waar hij slechts twee minuten speeltijd kreeg in de finale, hij raakte één keer de bal aan. In 1990 bereikte hij met het Ecuadoraanse Barcelona nog de finale van de Copa Libertadores.
Na zijn spelerscarrière werd hij trainer, zonder al te veel successen.
1 Almirón ·
2 Batista ·
3 Bochini ·
4 Borghi ·
5 Brown ·
6 Passarella ·
7 Burruchaga ·
8 Clausen ·
9 Cuciuffo ·
10 Maradona  ·
11 Valdano ·
12 Enrique ·
13 Garré ·
14 Giusti ·
15 Islas ·
16 Olarticoechea ·
17 Pasculli ·
18 Pumpido ·
19 Ruggeri ·
20 Tapia ·
21 Trobbiani ·
22 Zelada ·
Coach: Bilardo